# Inter Miami CF
Club Internacional de Fútbol Miami, známý jako Inter Miami CF je americký fotbalový tým z Miamské metropolitní oblasti. Klub byl založen v lednu 2018 bývalým anglickým fotbalistou Davidem Beckhamem.
7. června 2023 bylo oznámeno, že do klubu přestoupí Lionel Messi.
29. června 2023 klub oznámil, že novým trenérem je Gerardo Martino, který dříve trénoval klub FC Barcelona, se kterým v roce 2013 vyhrál španělský superpohár, a Argentinskou reprezentaci, se kterou na MS 2014 získal stříbrnou medaili. V listopadu 2024 klub oznámil příchod nového trenéra hlavního týmu Javiera Mascherana, který dříve byl hráčem klubu FC Barcelona.

## Historie
V listopadu 2012 komisař MLS Don Garber potvrdil zájem ligy o rozšíření o Miami poté, co se místní tým Miami Fusion v roce 2001 rozpadl. Když anglický fotbalista David Beckham v roce 2007 přestoupil do MLS, dostal nabídku (v hodnotě 25 milionů dolarů) na vlastnictví týmu, který by mohl ligu rozšířit. Když v dubnu 2013 Beckham ukončil svoji hráčskou kariéru, jeho právníci vedli diskuze s vedením ligy ohledně umístění nového týmu. Ve stejném roce další investoři, včetně italského finančníka Alessandra Butiniho a majitele týmu amerického fotbalu Miami Dolphins Stephena M. Rosse, vyjádřili zájem o vlastnění týmu MLS v Miami. V prosinci 2013 komisař MLS Garber označil Beckhama a Simona Fullera, britského podnikatele, za potenciální vlastníky miamského týmu. Vedení ligy oznámilo, že Miami Beckham United, investiční skupina vedená Beckhamem, Fullerem a Marcelem Claurem, americko-bolivijským podnikatelem, bude vlastníkem nového týmu MLS v Miami. 20. srpna 2023 klub vyhrál svou první trofej Leagues cup, když ve finále porazil Nashville SC na penalty 10-9 při remíze 1-1.

## Úspěchy
- 1× vítěz Leagues Cup (2023)
- 1× MLS Supporters' Shield (2024)